# Lira di Lubiana
La lira di Lubiana (in sloveno Lira ljubljanske, in tedesco Ljubljanische Lira) fu la valuta d'occupazione tedesca in Carniola fra il 1944 e il 1945.

## Storia
Allorché nel 1943, in seguito alla capitolazione italiana, la Venezia Giulia cadde sotto l'occupazione tedesca, il collegamento giuridico fra l'Italia e la Provincia di Lubiana divenne oltremodo teorico. Nel 1944 le autorità militari tedesche vollero aumentare la liquidità della provincia, e stamparono la lira di Lubiana. Le banconote, talvolta di fattura molto curata per una valuta d'occupazione, riportavano sempre due facce identiche, tranne nelle scritture che erano da un lato in sloveno, e dall'altro in tedesco. Per scaricare la propria responsabilità, comunque, il governatore tedesco additò l'emissione di tale cartamoneta alla Banca d'Italia, sebbene Roma fosse già stata liberata dagli Alleati e, dunque, tale affermazione risultasse platealmente falsa.
La lira di Lubiana rimase in corso fino all'arrivo dei partigiani jugoslavi nel maggio 1945, i quali introdussero un nuovo dinaro jugoslavo basato su una rivalutazione del dinaro serbo.